# 黄金洞乡 (咸丰县)
黄金洞乡，是中华人民共和国湖北省恩施土家族苗族自治州咸丰县下辖的一个乡镇级行政单位。

## 行政区划
黄金洞乡下辖以下地区：
黄金洞村、向家寨村、金洞寺村、石人坪村、大沙坝村、尧坪村、冉家寨村、风背岩村、巴西坝村、五谷坪村、泗渡坝村、兴隆沟村、麻柳溪村、水杉坪村、黄家村、白果树村、青冈园村、龙家院村、石家坝村和葫芦坝村。